# Antoine de Paulo

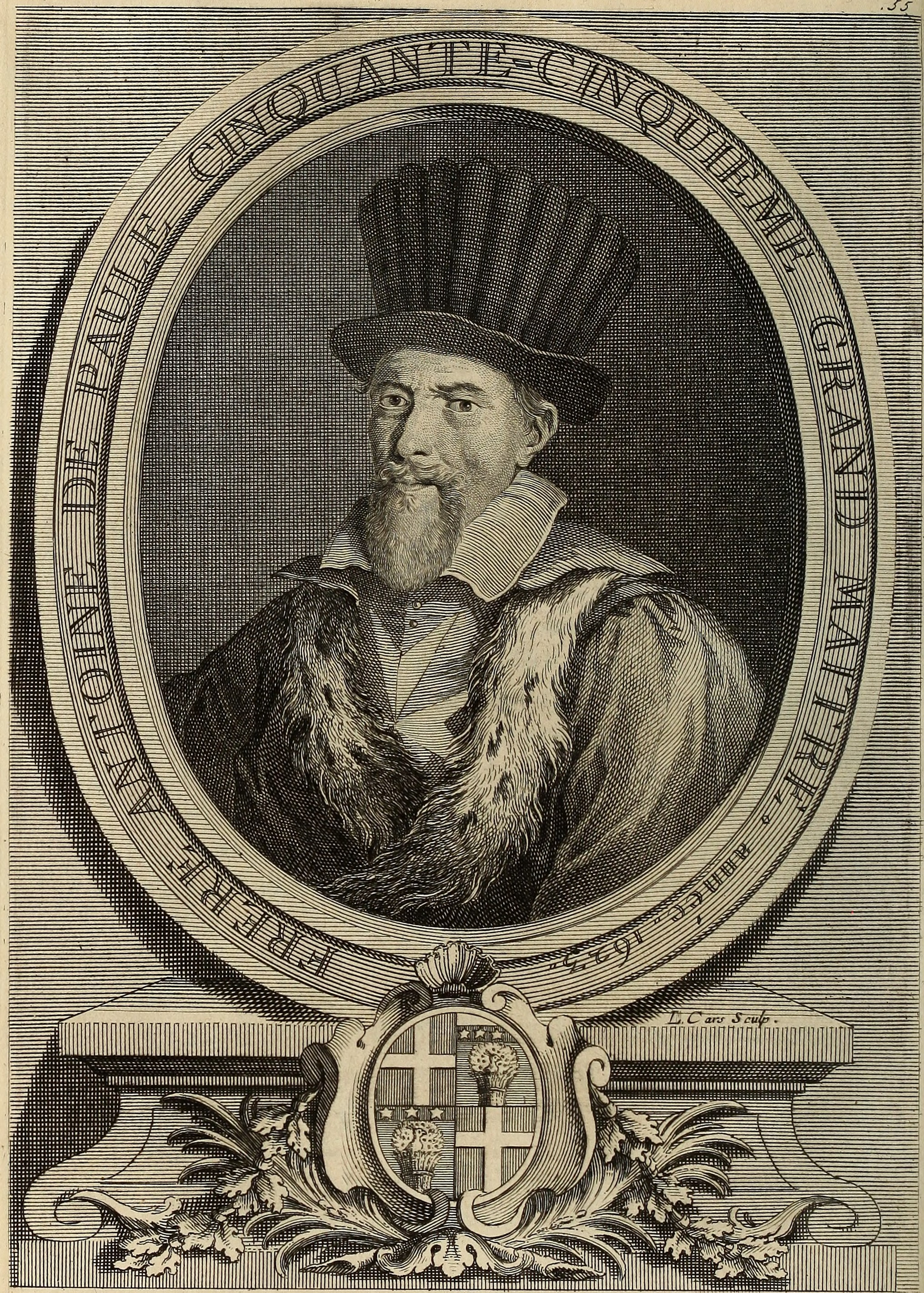
Antoine de Paulo

Antoine de Paulo (Tolosa 1554 - Malta 1636) formava part d'una família de magistrats tolosans i va arribar a ser Gran Mestre de l'Hospital. El seu pare era Antoine de Paule, conseller del Parlament de Tolosa el 1540 i el 5è president del tribunal tolosà el 1554 i 1574.
De jove va tenir un problema, juntament amb el seu germà Michel, en un afer que els va enfrontar amb els habitants d'Avignonet-Lauragais, ell va poder escapar, però el seu germà fou mort. Va entrar a l'Orde de Sant Joan de Jerusalem i va ser comanador de Marsella i de Sainte-Eulalie. El 1612 va ser nomenat Gran Creu pel seu parent François, cardenal de Joyeuse. Tot seguit es va convertir en prior de Sant Geli i finalment, el 10 de març de 1623, va esdevenir el nou Gran Mestre de Malta.